# 급진좌파당

급진좌파당(急進左派黨, 덴마크어: Radikale Venstre)은 덴마크의 사회자유주의 정당이다. 영어명은 덴마크 사회자유당(—社會自由黨, 영어: Danish Social Liberal Party)이다. 20세기 초에 좌파당 내 급진 세력이 당을 나와 창당했다. 현재도 좌익 진영에 속해있으나, 당명과 달리 정치적으로는 중도 성향을 띠고 있다. 한때 카를 테오도르 잘레와 힐마르 바운스고르를 총리로 배출한 적도 있지만, 대개는 사회민주당이 주도하는 내각에서 소수 여당으로 참여한다. 현재 덴마크 의회에서 4당을 차지하고 있으며, 메테 프레데릭센이 이끄는 사민당 내각을 지원하고 있다.

## 역대 선거 결과
| 선거        | 의석     | 득표 | 대표 | 정부      |
| ----------- | -------- | ---- | ---- | --------- |
| 1981년 선거 | 9 / 179  | 5.1  |      | 신임 공급 |
| 1984년 선거 | 10 / 179 | 5.5  |      | 신임 공급 |
| 1987년 선거 | 11 / 179 | 6.2  |      | 신임 공급 |
| 1988년 선거 | 10 / 179 | 5.6  |      | 소수 여당 |
| 1990년 선거 | 7 / 179  | 5.1  |      | 신임 공급 |
| 1994년 선거 | 9 / 179  | 4.6  |      | 소수 여당 |
| 1998년 선거 | 7 / 179  | 3.9  |      | 소수 여당 |
| 2001년 선거 | 9 / 179  | 5.2  |      | 야당      |
| 2005년 선거 | 17 / 179 | 9.2  |      | 야당      |
| 2007년 선거 | 9 / 179  | 5.1  |      | 야당      |
| 2011년 선거 | 17 / 179 | 9.5  |      | 소수 여당 |
| 2015년 선거 | 8 / 179  | 4.6  |      | 야당      |
| 2019년 선거 | 16 / 179 | 8.6  |      | 신임 공급 |

## 같이 보기
- 자유민주주의
- 자유주의